# Cèsar Apezteguía Setoaín
Cèsar Apezteguía Setoaín   (Barcelona, 14 de juliol de 1915 - dècada del 2000 (>2000)) va ser un pilot d'automobilisme català. El 1948 creà l'Escuderia Corso juntament amb Joan Jover, Paco Godia i Salvador Fàbregas. Quedà setè en el Gran Premi Penya Rhin d'aquell any i, formant equip amb Miguel Soler, quedà quart en el XIV Ral·li Internacional dels Alps el 1951. El 1952 guanyà amb un Jaguar el I Ral·li dels 1.000 km, organitzat per la PMB.
L'any 2000 va publicar les seves memòries al llibre "Vivencias de César Apezteguia Setoaín".